# Левітанський Юрій Давидович
Юрій Давидович Левітанський (21 січня 1922, Козелець, тепер Чернігівська область, Україна — 25 січня 1996, Москва, РФ) — російський поет і перекладач українського походження, учасник Другої світової війни. Член спілки письменників СРСР (1957), Російського ПЕН-центру (1995).

## Життєпис
Незабаром після народження родина переїхала до Києва, а потім у Сталіно (тепер Донецьк). По закінченню школи в 1938 році Юрій їде до Москви де поступає до Інституту філософії, літератури та історії. З початком німецько-радянської війни пішов на фронт. Спершу служив солдатом, потім став офіцером (лейтенант), а пізніше фронтовим кореспондентом і з 1943 друкується у фронтових газетах. По закінченні німецько-радянської потрапив на радянсько-японську війну. Служив у Маньчжурії. Демобілізувався з армії 1947 року.
Перша збірка віршів «Солдатская дорога» вийшла друком 1948 року в Іркутську. Потім з'явилися збірки «Встреча с Москвой» (1949), «Самое дорогое» (1951), «Секретная фамилия» (1954) та інші.
У 1955—1957 роках навчався на Вищих літературних курсах при Літературному інституті ім. М. Горького. У 1963 році опублікував збірник віршів «Земное небо» який приніс автору популярність. Після цього переїхав до Москви.
Крім віршів займався перекладами, а також пародіями — в 1963 році була опублікована добірка пародій на відомих поетів Леоніда Мартинова, Андрія Вознесенського, Беллу Ахмадуліну та інших.
1970 року в опублікував збірку віршів «Кинематограф» з ілюстраціями Вадима Сідура, 1975 — «Воспоминания о Красном снеге», 1980 — «Два времени», в 1980 — «Сон о дороге», в 1991 — «Белые стихи».
Балотувався (безуспішно) до Держдуми РФ за списками Федерально-демократичного руху (1995).

## Пам'ять
25 вересня 2013 року на будівлі колишньої школи, де вчився поет, встановлено меморіальну дошку.